# Tomari, Hokkaido
Tomari (japanska: 泊村?, Tomari-mura) är en landskommun (by) i Hokkaido prefektur i Japan. 
I kommunen ligger Tomari kärnkraftverk.   